# Thrinchostoma nachtigali
Thrinchostoma nachtigali är en biart som beskrevs av Blüthgen 1930. Thrinchostoma nachtigali ingår i släktet Thrinchostoma och familjen vägbin. Inga underarter finns listade i Catalogue of Life.